# 查茨沃斯站
查茨沃斯站（英語：Chatsworth station）有时称为查茨沃斯交通枢纽（Chatsworth Transportation Center），是加利福尼亚州洛杉矶县的一个联运客运总站，其火车站目前有美铁和南加州都会铁道的列车，火车站东边还有紧靠的洛杉矶快速公交橙线起迄站。
车站有一个候车室和一个小型铁路博物馆，另外此站没有美铁的售票处。
自1992年以来只有一个站台，目前的车站大楼建于1996年。最初的车站为南太平洋铁路所有但是在1962年被南太平洋公司拆除。

## 2008年查茨沃思火车相撞
2008年9月12日西行的南加州都会铁道文图拉县线的一班列车经过本站后在本站西北处与联合太平洋铁路货车相撞，造成2008年查茨沃思火车相撞特大事故。

## 公交换乘
- Metro Local: 158, 166, 167, 244, 245, 364
- Metro Orange Line
- Commuter Express: 419
- Santa Clarita Transit: 791
- Simi Valley Transit: C

## 车站图片

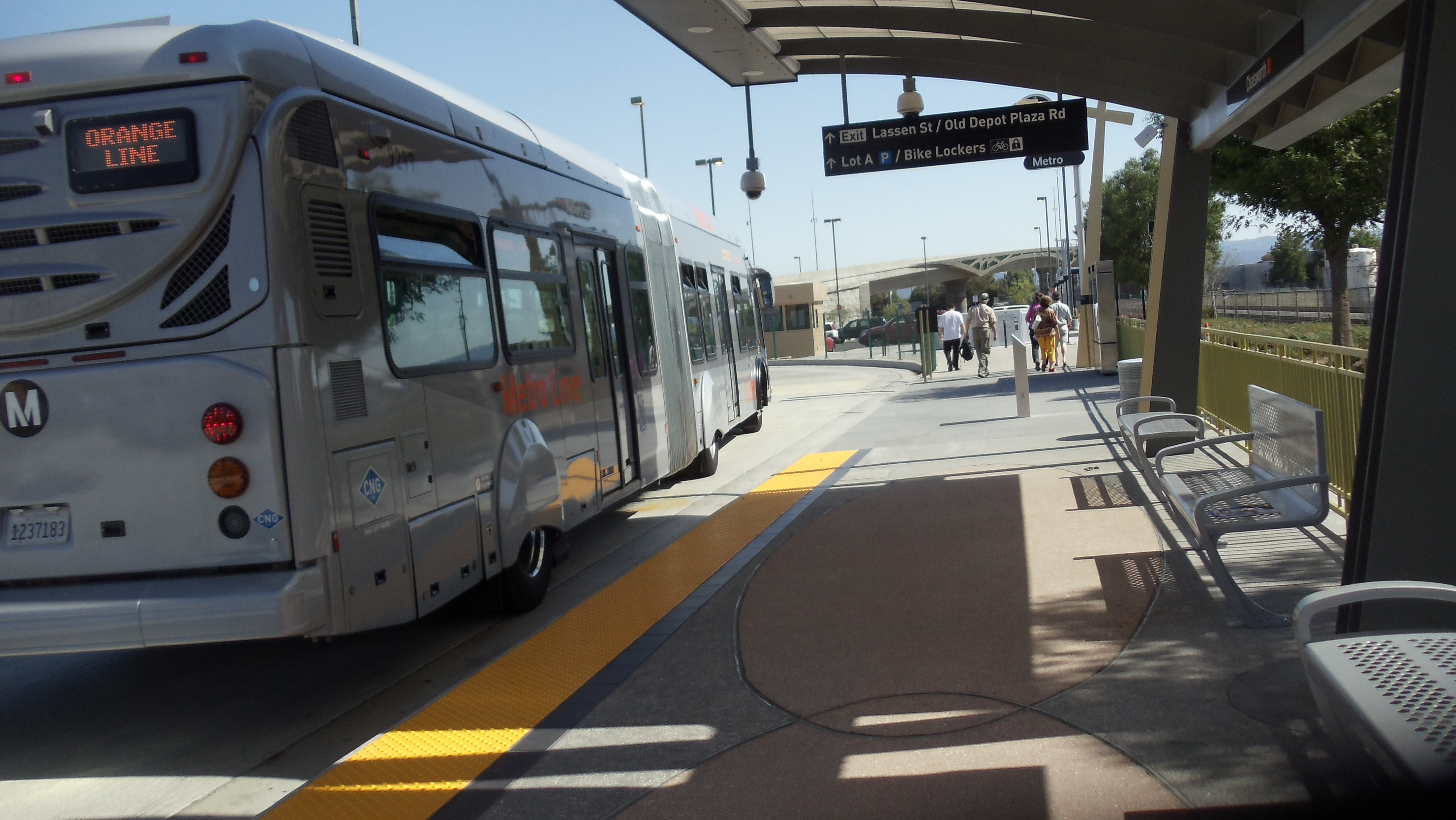
橙线车辆停靠在橙线查茨沃思站
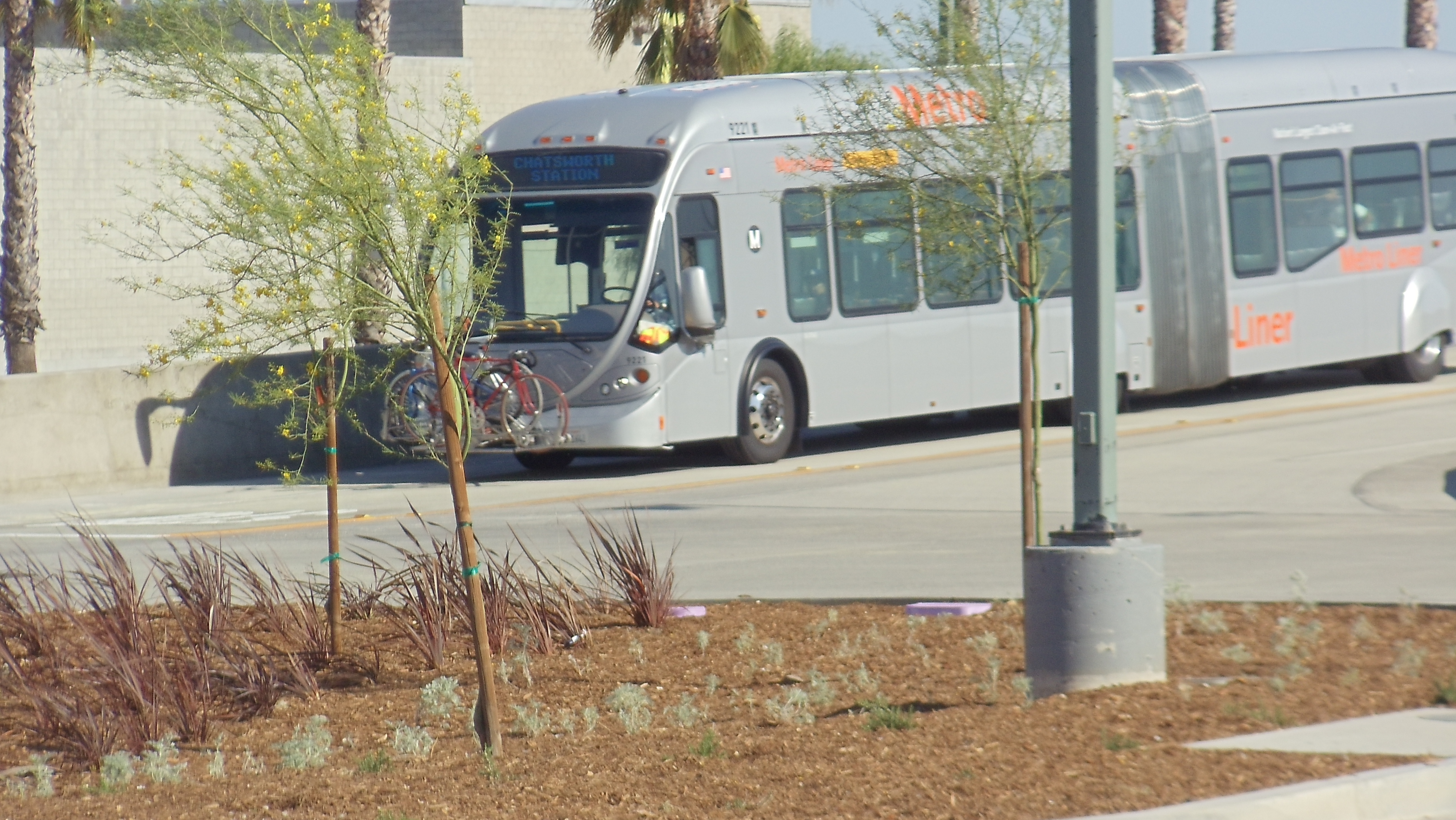
一辆开往查茨沃思站的橙线车驶入查茨沃思站
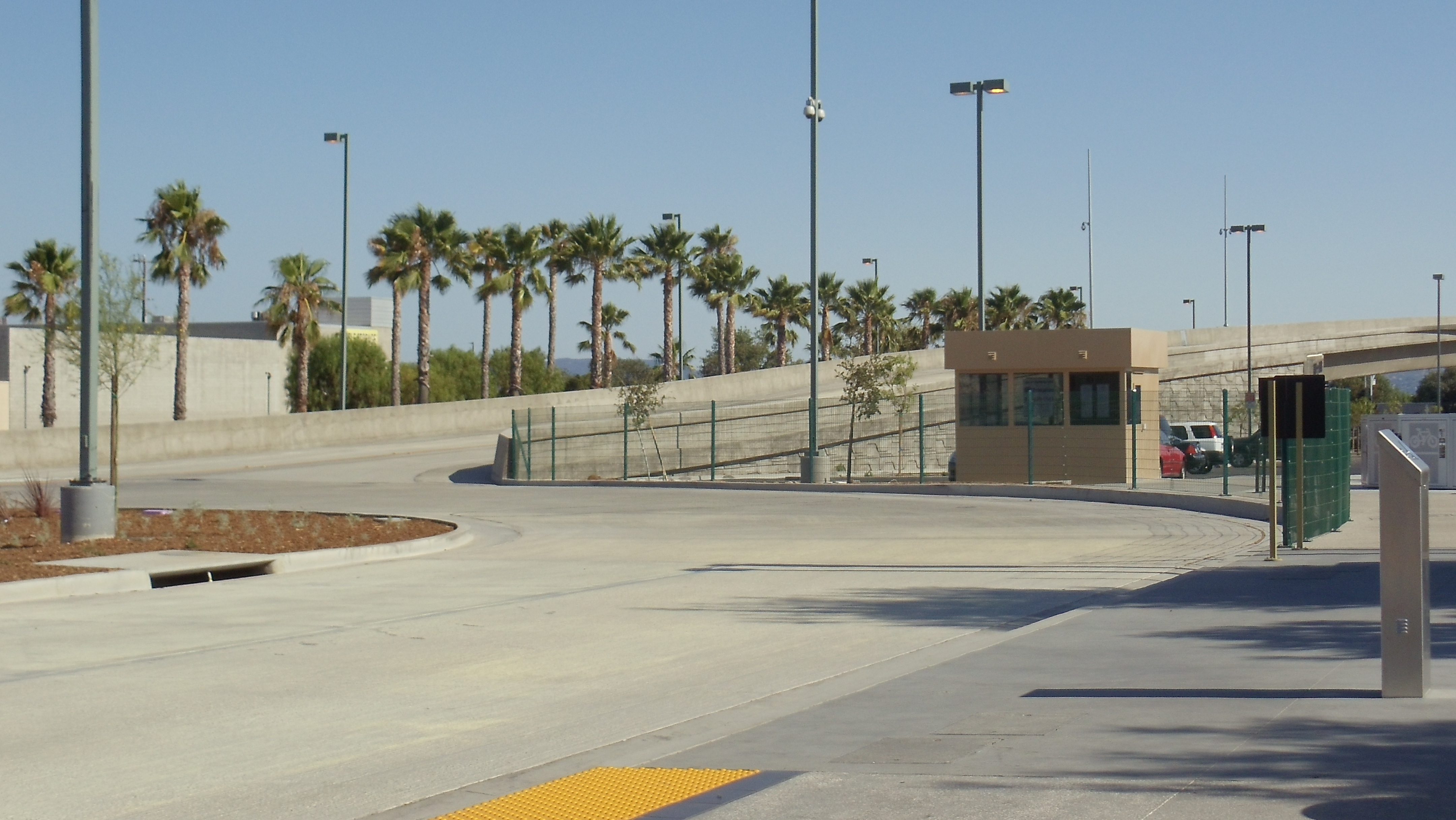
查茨沃思站橙线南入口高架桥，开往本站和开往北好莱坞方向的车都需要经过此处
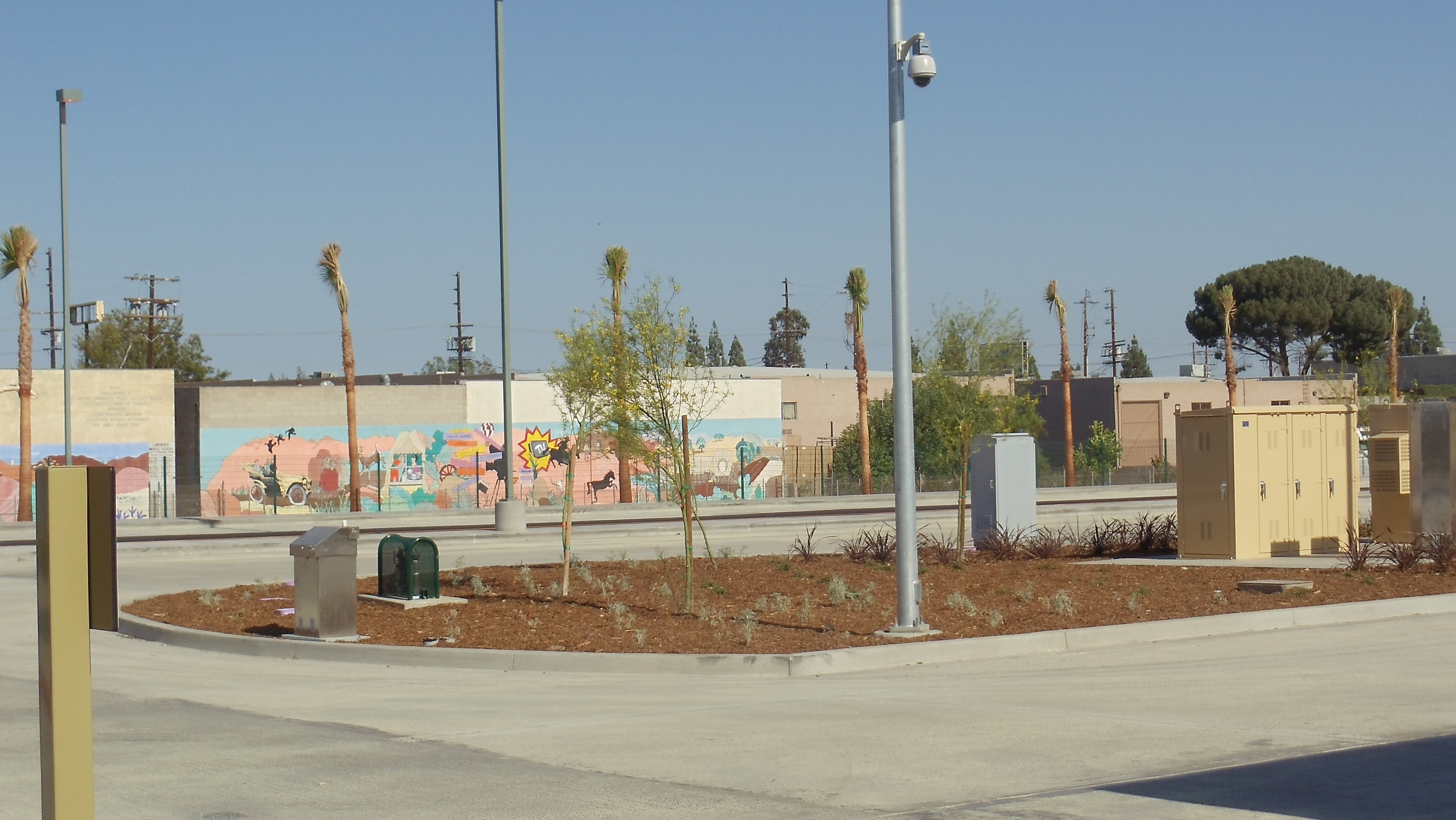
橙线查茨沃思站为一个环形站，只有一个站台
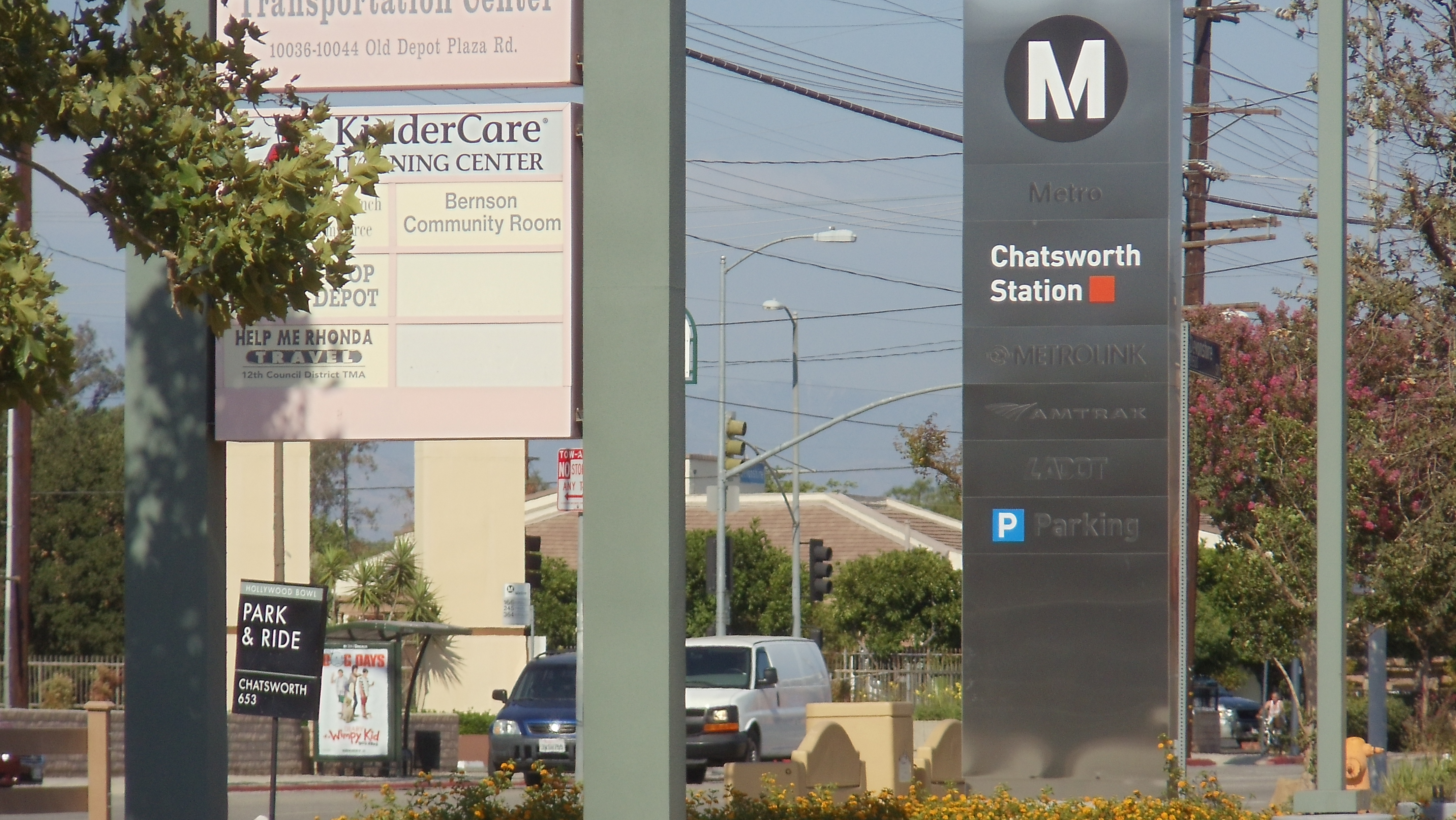
车站指示牌
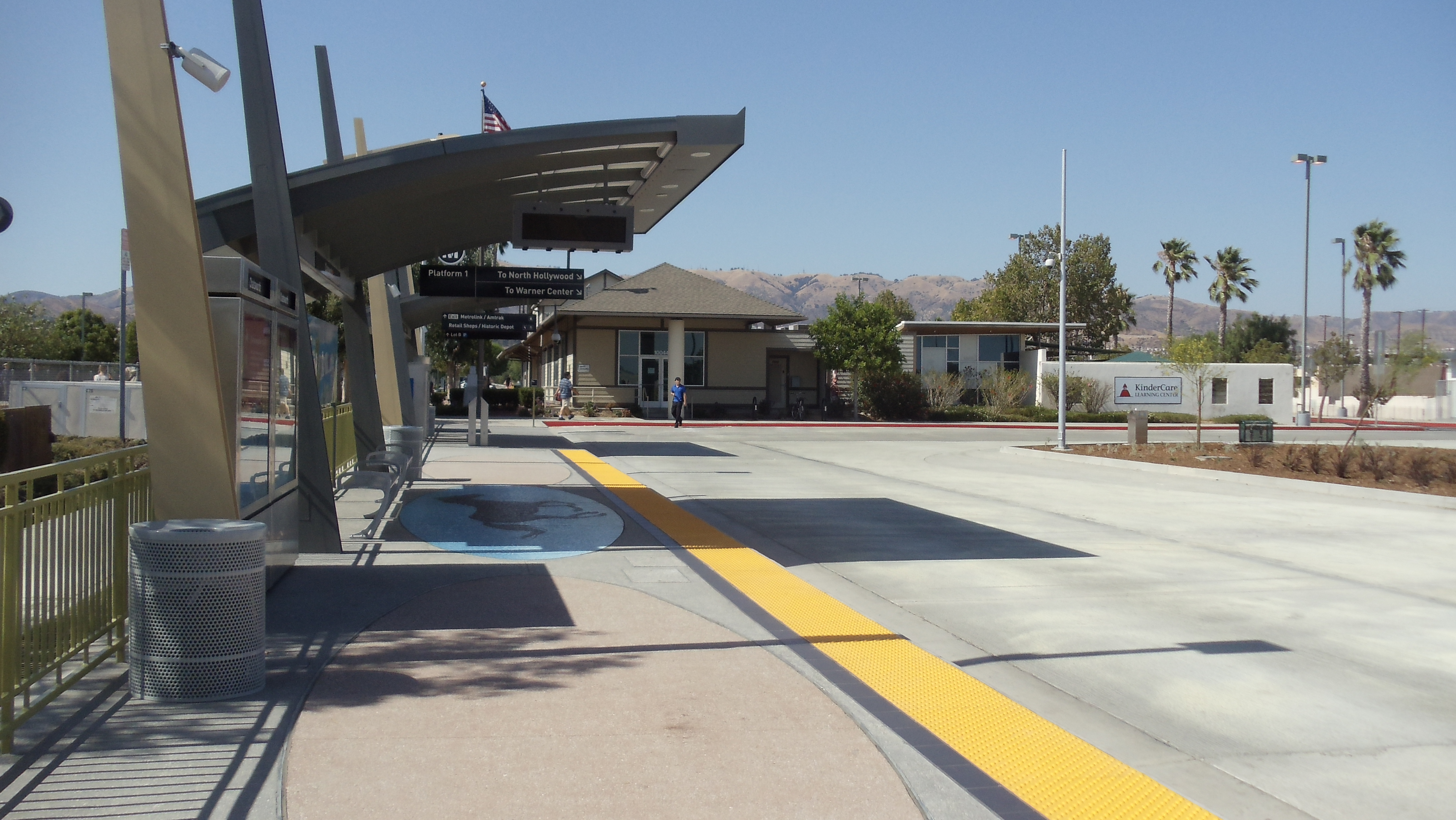
橙线站台
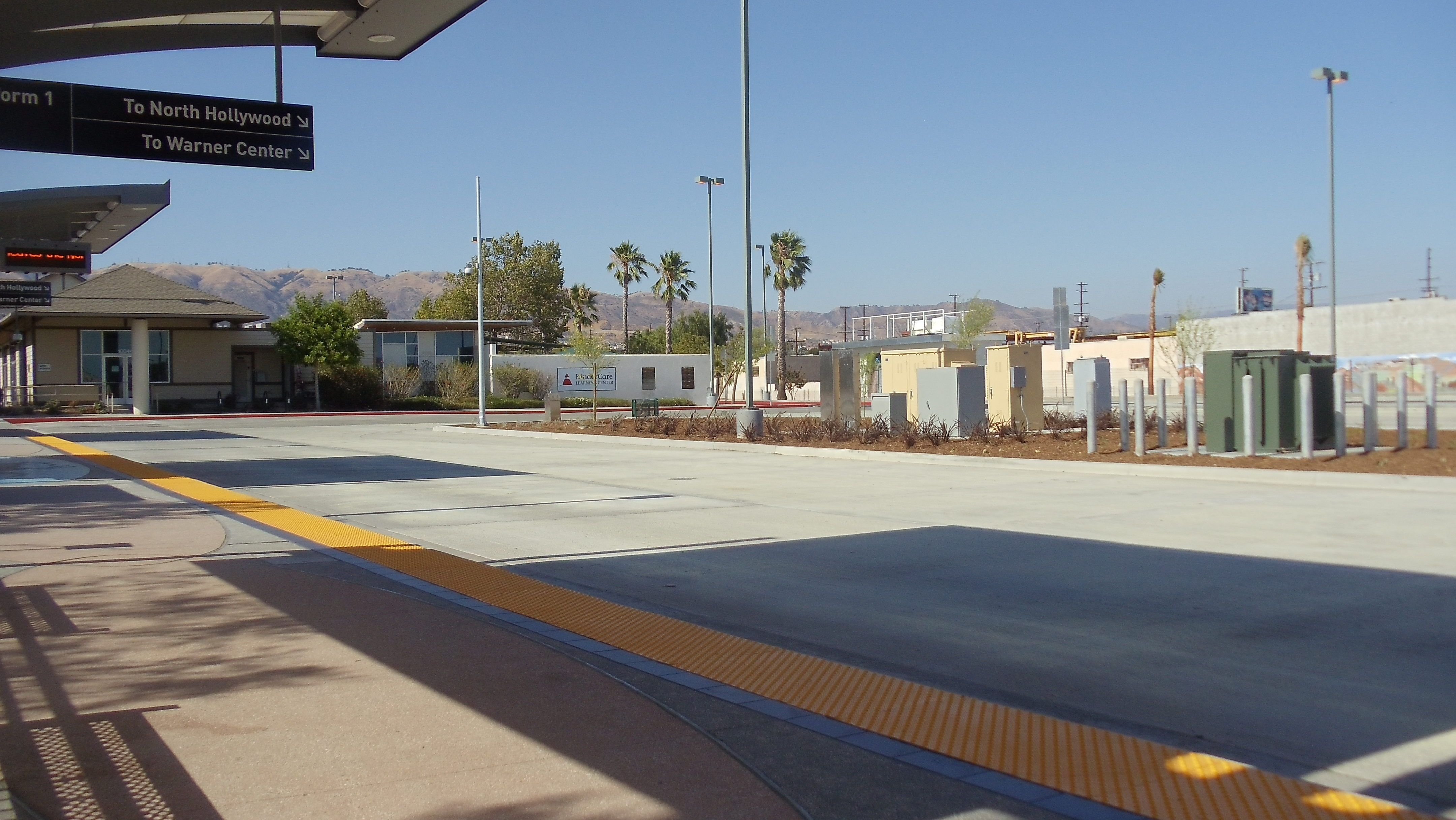
橙线站台